# Deutsches Meisterschaftsrudern 1948
Das 59. Deutsche Meisterschaftsrudern wurde 1948 in Duisburg ausgetragen. Im Vergleich zum Vorjahr gab es im Meisterschaftsprogramm drei Änderungen. Bei den Männern wurde wieder ein Meister im Leichtgewichts-Einer ermittelt. Zudem wurde erstmals eine Regatta mit dem Leichtgewichts-Achter ausgefahren. Bei den Frauen wurde der Einer wieder ins Meisterschaftsprogramm aufgenommen. Insgesamt wurden Medaillen in 13 Bootsklassen vergeben. Davon 10 bei den Männern und 3 bei den Frauen.

## Medaillengewinner

### Männer
| Bootsklasse                           | Gold | Silber | Bronze |
| ------------------------------------- | --- | --- | --- |
| Einer                                 | Horst Wilke (Mündener RV) | Klaus Hinz (ETuF Essen) | Kein weiterer Athlet in der Wertung. |
| Doppelzweier                          | SG Potsdam Günter Goehle Alfred Großkopf | RTHC Bayer Leverkusen Hannfried Vagt Ernst Schweickert | Marbacher RV von 1920 Heinz Wilke E. Neumann |
| Zweier ohne Steuermann                | Duisburger RV Hans Gresch Werner Konrad | Rgm. Flörsheimer RV 08 / Rüsselsheimer RK 08 Gerhard Ruppert Willi Wenz                                                                                                  | Keine weiteren Boote am Start. |
| Vierer ohne Steuermann                | Rgm. Flörsheimer RV 08 / Rüsselsheimer RK 08 Adam Munk Georg Boller Georg von Opel Erich Kohl | Mannheimer RG Baden von 1880 Werner Plumbohm Ernst Lust Ludolf Moritz Gerhard Reichert                                                                                   | Lübecker RG von 1885 Walter Hoffmann Hans Ulrich Nietzsch Gerd Schulze Helmut Schmidt                                                                                          |
| Vierer mit Steuermann                 | Mannheimer RG Baden von 1880 Werner Plumbohm Ernst Lust Ludolf Moritz Gerhard Reichert Hans-Joachim Splettstößer (Stm)                                                                                  | Deutscher Ruder-Club von 1884 Günter Twiesselmann G. Hamprecht Heinz Beyer Gerhard Vogeley Hans-Joachim Wiemken (Stm.)                                                   | Heilbronner RG Schwaben Harry Stuth Klaus Hahn Werner Dutt Klaus Tochtermann Günter Jobst (Stm.)                                                                               |
| Achter                                | Rgm. Flörsheimer RV 08 / Rüsselsheimer RK 08 Wilfried Seipp Karl Bauer Adam Munk Adam Stieglitz Georg Schneider Georg Boller Georg von Opel Erich Kohl Hanswalter Messer (Stm.)                         | RuGem. Germania-Verein 65 Frankfurt Oskar Müller Heinz Ammon Herbert Hose Erich Holzmann Oskar Glock Heinz Dannhoff Günter Lange Theo Hüllinghoff Ernst Schäfer (Stm.)   | RG Benrath Gunther Coesfeld Wolfgang Ludemann Gerhard Hitzemann Hanswerner Rostock Ernst Störmann Rolf Etscheid Heinz-Theo Groove Gerhard Marschalik Friedrich Hoffmann (Stm.) |
| Leichtgewichts-Einer                  | Gustav Gehrmann (ETuF Essen) | Willi Kleindiek (Mülheimer RG) | Kein weiterer Athlet am Start. |
| Leichtgewichts-Vierer ohne Steuermann | Rgm. Flörsheimer RV 08 / Rüsselsheimer RK 08 Hanswalter Messer Edgar Thielmann Philipp Roth Peter Messerschmitt                                                                                         | RV Gelsenkirchen Heinz Kawald Hasso Senk Werner Lowitsch Fritz Wiegand                                                                                                   | Keine weiteren Boote am Start. |
| Leichtgewichts-Vierer mit Steuermann  | Heilbronner RG Schwaben Günter Baier Hans Ziegler Helmut Roth Günter Witzemann Heinz Haug (Stm.) | RV Münster von 1882 Albert Burhoff Robert Drant Heribert Herbermann Raimund Waltermann Adolf Waterkorte (Stm.)                                                           | Duisburger RV Lutz Erlenbach Friedhelm Jacobs Klaus Bellscheidt Karl-Heinz Seegers Horst Deckermann (Stm.)                                                                     |
| Leichtgewichts-Achter                 | Rgm. Essen-Werdener RC von 1896 / Duisburger RV Rolf Schweizer Friedhelm Jacobs Lutz Erlenbach Hermann Möhlenbruch Willi Oberdorf Karl-Heinz Seegers Klaus Bellscheidt Ernst Jürgens Walter Kehl (Stm.) | RV Münster von 1882 Albert Burhoff Raimund Waltermann Heinz Rogge Robert Drant Heribert Herbermann Friedrich Jacobi Hanns Wünnerke Martin Timmer Adolf Waterkorte (Stm.) | RV Bochum von 1920 Alex Brinkmann Alfred Kümpel Willi Sieberg Kurt Weinrich Gerhard Zwirner Arno Zaib Wilhelm Berge Heinz Muck Franz Nöllenmeyer (Stm.)                        |

### Frauen
| Bootsklasse                 | Gold                                                                                                | Silber                                                                                              | Bronze                                                                                              |
| --------------------------- | --------------------------------------------------------------------------------------------------- | --------------------------------------------------------------------------------------------------- | --------------------------------------------------------------------------------------------------- |
| Einer                       | Gerda Kanowski (RC Westfalen Herdecke)                                                              | Lotte Buerstätte (RC Mark Wetter)                                                                   | Keine weitere Athletin am Start.                                                                    |
| Doppelzweier                | RV Bochum von 1920 Hilde Tubis Hannelore Sauter                                                     | Frankfurter RSV Sachsenhausen 1898 Sofie Krause Paula Fetz                                          | Keine weiteren Boote am Start.                                                                      |
| Doppelvierer mit Steuerfrau | Post-SV Bremen Hildegard Polleschner Erna Risse Inge Behring Elvira Lasarewitz Nelly Gersiek (Stf.) | RV Bochum von 1920 Marianne Sauter Hilde Tubis Hannelore Sauter Erika Sauter Irmgard Rudzuck (Stf.) | RV Bochum von 1920 Marianne Sauter Hilde Tubis Hannelore Sauter Erika Sauter Irmgard Rudzuck (Stf.) |